# Kenneth Collins
Kenneth (Ken) Darlingston Collins (ur. 12 sierpnia 1939 w Hamiltonie) – brytyjski i szkocki polityk, poseł do Parlamentu Europejskiego I, II, III i IV kadencji.

## Życiorys
Kształcił się w Hamilton Academy, następnie studiował na University of Glasgow i University of Strathclyde, uzyskując tytuły zawodowe BSc i MSc. Pracował jako urzędnik samorządowy i nauczyciel akademicki m.in. w Paisley College of Technology. Został działaczem Partii Pracy, był radnym miejskim w East Kilbride (1973–1979) i radnym hrabstwa Lanark (1976–1979).
W latach 1979–1999 z ramienia laburzystów przez cztery kadencje sprawował mandat eurodeputowanego, wchodząc w skład frakcji socjalistycznej. W I, III i IV kadencji był przewodniczącym Komisji ds. Środowiska Naturalnego, Zdrowia Publicznego i Ochrony Konsumentów, w II kadencji pełnił funkcję jej wiceprzewodniczącego. W 1999 został powołany na przewodniczącego Szkockiej Agencji ds. Ochrony Środowiska (SEPA), organu regulacyjnego w zakresie prawa ochrony środowiska. W 2003 wybrany na drugą kadencję, kierował tą instytucją do 2007.
Członek m.in. Royal Scottish Geographical Society i Królewskiego Towarzystwa Geograficznego.